# Кеш (округ, Юта)
Шаблон:StateAbbr_ 41°41′ пн. ш. 111°45′ зх. д. / 41.69° пн. ш. 111.75° зх. д.
Округ Кеш (англ. Cache County) — округ (графство) у штаті Юта, США. Ідентифікатор округу 49005.

## Історія
Округ утворений 1857 року.

## Демографія
За даними перепису 2000 року загальне населення округу становило 91391 осіб, зокрема міського населення було 76187, а сільського — 15204. Серед мешканців округу чоловіків було 45009, а жінок — 46382. В окрузі було 27543 домогосподарства, 21018 родин, які мешкали в 29035 будинках. Середній розмір родини становив 3,59.
Віковий розподіл населення поданий у таблиці:
| Стать    | До 15 років | 15-21 | 22-29 | 30-39 | 40-49 | 50-65 | 65-85 | Понад 85 |
| -------- | ----------- | ----- | ----- | ----- | ----- | ----- | ----- | -------- |
| Чоловіки | 12174       | 6747  | 9355  | 5284  | 4749  | 3921  | 2440  | 339      |
| Жінки    | 11589       | 9293  | 7938  | 5014  | 4793  | 3995  | 3068  | 692      |

## Суміжні округи
- Франклін, Айдахо — північ
- Бер-Лейк, Айдахо — північний схід
- Рич — схід
- Вебер — південь
- Бокс-Елдер — захід
- Онейда, Айдахо — північний захід

## Виноски
1. ↑  US Decennial Census. US Census Bureau. Архів оригіналу за 26 квітня 2015. Процитовано 27 березня 2015.
2. ↑  Historical Census Browser. University of Virginia Library. Архів оригіналу за 11 Серпня 2012. Процитовано 27 березня 2015.
3. ↑  Forstall, Richard L., ред. (27 березня 1995). Population of Counties by Decennial Census: 1900 to 1990. US Census Bureau. Архів оригіналу за 3 Квітня 2015. Процитовано 27 березня 2015.
4. ↑  Census 2000 PHC-T-4. Ranking Tables for Counties: 1990 and 2000 (PDF). US Census Bureau. 2 квітня 2001. Архів оригіналу (PDF) за 18 Грудня 2014. Процитовано 27 березня 2015.
5. ↑  State & County QuickFacts. Бюро перепису населення США. Архів оригіналу за 7 Липня 2011. Процитовано 29 грудня 2013.(англ.) Наведено за англійською вікіпедією.
6. ↑  American FactFinder. Бюро перепису населення США. Архів оригіналу за 29 липня 2011. Процитовано 31 січня 2008.

| США | Це незавершена стаття з географії США. Ви можете допомогти проєкту, виправивши або дописавши її. |